# 巴涅 (埃纳省)
巴涅（法語：Bagneux，法語發音：[baɲø] ⓘ）是法国上法蘭西大區埃纳省的一个市镇，属于苏瓦松区。

## 地理
巴涅（49°27'27"N, 3°16'43"E）面积2.21 平方千米，位于法国上法蘭西大區埃纳省，该省份为法国北部内陆省份，北起北部省，西接索姆省和瓦兹省，东临阿登省和马恩省，西南至塞纳-马恩省，东北部与比利时接壤。
与巴涅接壤的市镇（或旧市镇、城区）包括：比约克西、克雷西欧蒙、埃帕尼、瑞维尼。

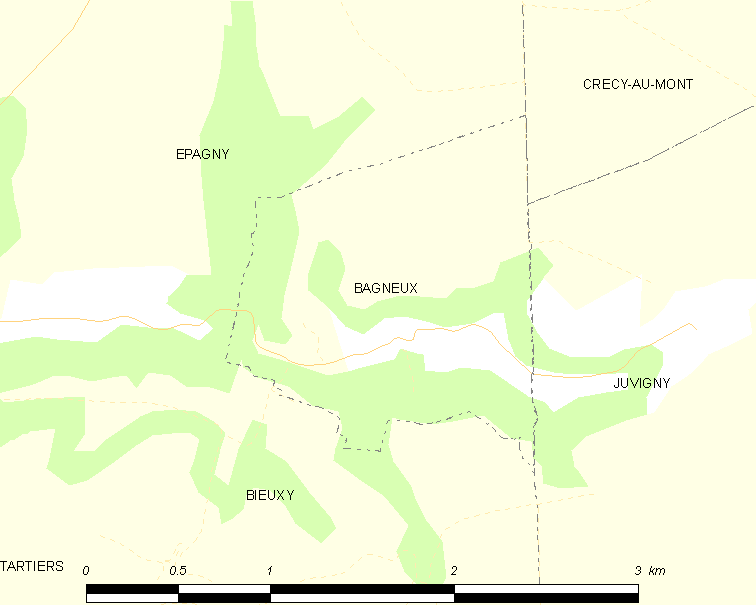
的OSM定位图

巴涅的时区为UTC+01:00、UTC+02:00（夏令时）。

## 行政
巴涅的邮政编码为02290，INSEE市镇编码为02043。

## 政治
巴涅所属的省级选区为苏瓦松第一县。

## 人口

1962-2008年间人口变化图示

巴涅于2022年1月1日时的人口数量为62人。